# Atiye Sultan
Atiye Sultan (2. ledna 1824 – 11. srpna 1850) byla osmanská princezna. Byla dcerou sultána Mahmuda II. a jeho konkubíny Perviz Felek Kadinefendi. Byla poloviční sestrou sultánů Abdulmecida II. a Abdulazize. 

## Život
Narodila se jako dcera sultána Mahmuda II. a jeho ženy Perviz Felek Kadin Efendi v roce 1824 v Istanbulu. Byla oblíbenou sestrou sultána Abdulmecida I. Dne 8. srpna 1840 byla provdána za Ahmeda Fethi Pashu. Manželství nebylo příliš šťastné. Atiye byla velmi žárlivá na konkubíny a služebné jejího manžela. Z tohoto manželství měla dvě dcery; Seniye Hanimsultan (3. října 1843 – 10. prosince 1910) a Feride Hanimsultan (30. květn 1847 – 1920). Atiye zemřela v roce 1850 a po její smrti se její manžel Ahmed vrátil ke své bývalé ženě Şemsinur. 

## Děti a potomstvo
Seniye Hanimsultan se provdala za Hüseyina Hüsnü Beye a měla 2 syny:
- Abdul Kerim Pasha; oženil se a měl dvě dcery:
- Fahire Oytan
- Radiye Baykara
- Mehmed Ali Baykara; oženil se s Halise Hatun a měl dvě dcery:
- Hüsniye Baykara
- Mahpeyker Hanim (provdána za Vecihi Seçkin)

Feride Hanimsultan se provdala za Mahmuda Nedim Beye a měla pouye jednoho syna:
- Mehmed Said Bey (zemřel, když mu bylo 10 let)